# When I Live My Dream
When I Live My Dream è un brano musicale scritto dall'artista inglese David Bowie, settima traccia dell'album eponimo del 1967.
Lo stesso anno il cantante registrò ai Trident Studios di Londra Mit Mir in Deinen Traum, versione in lingua tedesca col testo tradotto da Lisa Busch che avrebbe dovuto figurare nella progettata e poi abbandonata edizione per la Germania del video album Love You Till Tuesday.

## Il brano
Si tratta di uno dei punti fermi del primo repertorio di Bowie e le molte versioni esistenti indicano che la canzone era tenuta in considerazione sia da David che dal manager Kenneth Pitt. Quella che può sembrare una semplice canzone d'amore rivela un certo senso di sofferenza mentre la tendenza del cantante a drammatizzare le sue emozioni in forma cinematografica prefigura le fantasie da grande schermo di numerosi testi successivi.
La traccia venne registrata ai Decca Studios di Londra il 25 febbraio 1967, alla fine delle sessioni dell'album David Bowie, e pochi mesi più tardi venne incisa una seconda versione arrangiata dal musicista Ivor Raymonde, proposta senza successo come singolo alla Deram Records

## Formazione
- David Bowie - voce, chitarra, sassofono
- Derek Boyes - organo
- Derek Fearnley - basso
- John Eager - batteria

## When I Live My Dreamdal vivo
Il 18 dicembre 1967 David Bowie registrò il brano nella sua prima sessione BBC per il programma Top Gear e nel marzo 1968 venne inserito nello spettacolo teatrale di Lindsay Kemp Pierrot in Turquoise.
Il 31 luglio 1969 il cantante partecipò con When I Live My Dream al Festival Internazionale del Disco di Monsummano Terme, il suo primo passaggio ufficiale in Italia. Presentato da Daniele Piombi, l'evento si tenne in uno chalet davanti al municipio e la canzone vinse il premio per la migliore produzione. A tale riguardo Kenneth Pitt ha ricordato che il delegato spagnolo lo prese da parte per dirgli che lui e gli altri delegati erano dell'opinione che David avrebbe dovuto ricevere un premio per il suo contributo al successo del festival: «Li aveva impressionati tutti con la sua cordialità, la sua disponibilità ad aiutare e la sua indiscutibile arte. Venne proposto di creare una categoria speciale, quella del disco meglio prodotto, e per decisione unanime il premio andò a David».

## Pubblicazioni
When I Live My Dream è presente nelle seguenti raccolte:
- The World of David Bowie (1970)
- Images 1966-1967 (1973)
- Starting Point (1977)
- Profile (1979)
- Another Face (1981)
- A Second Face (1983)
- Love You Till Tuesday (1984)
- Rock Reflections (1990)
- The Gospel According To David Bowie (1993)
- London Boy (1996)
- The Deram Anthology 1966-1968 (1997)

Altre due versioni inedite, la prima con una parte vocale differente, la seconda un demo con l'accompagnamento di un organo, sono incluse nel bootleg The Forgotten Songs of David Robert Jones.
La canzone si trova inoltre nella colonna sonora del film Boy Meets Girl del 1984.

## Cover
Cover di When I Live My Dream sono state pubblicate da Seu Jorge in lingua portoghese, in The Life Aquatic Studio Sessions del 2005, e da Max Lorentz in Kiss You In The Rain - Max Lorentz Sings David Bowie del 2013.